# Saint-Prancher
Saint-Prancher là một xã thuộc tỉnh Vosges trong vùng Grand Est miền đông bắc nước Pháp.